# Milchzellen
Milchzellen ist ein Sammelbegriff für körpereigene Zellen, die aus dem Blut und dem Milchdrüsengewebe in die Milch gelangen. Bei gesunden Säugetieren enthält die Milch nur wenige dieser Zellen, ein erhöhter Anteil ist ein Indikator für gereizte oder entzündete Milchdrüsen und auf eine unspezifische Abwehrreaktion zurückzuführen.
In der Milchwirtschaft spielt die Anzahl der Milchzellen von Kühen daher eine wichtige Rolle. Bei Tieren mit gesundem Euter schwankt sie zwischen 20.000 und 100.000 pro Milliliter, bei Erkrankungen des Euters erreicht sie 20 bis 50 Millionen und mehr.
Milchzellen bestehen im Wesentlichen aus Zellen des körpereigenen Abwehrsystems. Zu ihnen gehören polymorphkernige Leukozyten mit einem Anteil an den Milchzellen von 12 bis 60 Prozent bei gesundem Euter und bis über 90 Prozent bei entzündetem, Lymphozyten mit einem Anteil von normalerweise 4 bis 40 Prozent und Makrophagen mit einem Anteil um 40 Prozent beim gesunden Tier. Dazu kommen noch nicht differenzierbare Zellen und Zellteile wie abgestorbene Zellen und Zellplasmahüllen. Ihr Anteil an den Milchzellen der reifen Kuhmilch liegt zwischen 14 und 54 Prozent. Zu einem sehr geringen Anteil können noch Riesenzellen, Monozyten und Epithelzellen enthalten sein.